# David Leonard Chapman
David Leonard Chapman (* 6. Dezember 1869 in Wells-on-sea, North Norfolk, Norfolk, England, Vereinigtes Königreich; † 17. Januar 1958 in Oxford) war ein britischer Physiko-Chemiker.
Chapman besuchte die Manchester Grammar School und studierte mit einem Stipendium am Christ Church College der Universität Oxford mit Abschlüssen in Chemie (1893) und Physik (1894). Danach war er Science Master an der Gigglewick School in Settle (Nord-Yorkshire). In dieser Zeit kam er in Kontakt mit dem Chemieprofessor Harold Baily Dixon (1852–1930) vom Owens College der Universität Manchester, der ihn 1897 an die Universität holte. Dixon untersuchte experimentell Detonationen und Explosionsgeschwindigkeiten, wozu Chapman 1899 eine theoretische Basis lieferte. 1907 wurde er Fellow des Jesus College in Oxford. Dort war er Laborleiter und ging 1944 in den Ruhestand. Er starb an Krebs.
Er ist für Arbeiten über Stoßwellen und eine frühe Theorie der Detonation bekannt, die Chapman-Jouguet-Bedingung, die nach ihm und französischen Ingenieur Émile Jouguet benannt ist.
Später untersuchte er die Kinetik chemischer Reaktionen teilweise in Zusammenarbeit mit Charles Hutchens Burgess und seiner Frau Muriel Holmes, die ebenfalls Chemikerin war und bei ihm studierte. Die Untersuchungen hatten Einfluss auf die Theorie chemischer Kettenreaktionen von Max Bodenstein und Walther Nernst in Deutschland. Er befasste sich mit photochemischen Reaktionen von Gasen bei UV-Strahlung, Dissoziation von Wasserdampf durch elektrische Entladungen, der Chlorknallgas-Reaktion, der Rolle von Metallen bei Katalyse in Gasen und Probleme der Zersetzung von Ozon.
Nach ihm und Louis Georges Gouy ist die Gouy-Chapman-Doppelschicht benannt, die Ionen auf geladenen Flächen bilden.
1913 wurde er Fellow der Royal Society.